# Coppa Italia 2013-2014
La Coppa Italia 2013-2014 è stata la 67ª edizione della manifestazione calcistica. È iniziata il 3 agosto 2013 e si è conclusa il 3 maggio 2014. È stata vinta dal Napoli che ha sconfitto in finale la Fiorentina.
Per il settimo anno consecutivo la finale si è giocata allo stadio Olimpico di Roma.

## Formula
La formula della manifestazione è la stessa delle cinque precedenti edizioni.
Partecipano in totale 78 squadre: tutte le 20 società di Serie A e tutte le 22 di Serie B. Ad esse si aggiungono 27 società selezionate dalla Lega Pro e 9 selezionate dal Dipartimento Interregionale della Lega Nazionale Dilettanti, per un totale di 78 club partecipanti. Il numero delle squadre partecipanti è di gran lunga inferiore rispetto a quello delle coppe nazionali degli altri principali paesi Europei (Inghilterra, Spagna, Germania, Francia).
La Lega Pro ha selezionato così i propri club: i 4 retrocessi dalla Serie B 2012-2013, i 7 migliori non promossi in ciascuno dei due gironi della Prima Divisione 2012-2013, i 4 migliori in ciascuno dei due gironi della Seconda Divisione 2012-2013 (i tre promossi e il perdente della finale play-off). Infine è stata ammessa alla Coppa Italia anche la finalista perdente della Coppa Italia Lega Pro 2012-2013, ossia il Viareggio (il Latina, vincitore della Coppa Italia Lega Pro 2012-2013, risulta già ammesso alla competizione in quanto promosso in Serie B).
La Lega Nazionale Dilettanti ha selezionato un club per ciascun girone della Serie D 2012-2013, scelto scorrendo la classifica dal 2º posto in giù, senza tener conto dell'esito dei play-off.
La competizione è interamente ad eliminazione diretta. Con eccezione delle semifinali, tutti i turni si svolgono in gara unica, con eventuali tempi supplementari e calci di rigore. Le semifinali saranno invece disputate con gare di andata e ritorno, col meccanismo delle coppe europee, ovvero in caso di pareggio dopo 180 minuti a passare il turno è la squadra che ha segnato il maggior numero complessivo di reti nelle due partite o, in caso di parità nelle reti complessive, il maggior numero di reti in trasferta; in caso di parità anche nei gol segnati fuori casa si procede con i tempi supplementari e in caso di ulteriore parità con i calci di rigore.
Le società di Lega Pro e Serie D entrano in gioco sin dal primo turno, le squadre di Serie B debuttano al secondo turno, 12 squadre di Serie A debuttano al terzo turno mentre le 8 teste di serie esordiscono solo negli ottavi di finale. Il sorteggio del tabellone è stato effettuato il 24 luglio 2013. All'interno della propria fascia di ranking, a ciascuna squadra è assegnato un numero di tabellone tramite sorteggio, eccezion fatta per le squadre che entrano in gioco al terzo turno, il cui numero dipende dalla posizione in classifica nell'anno precedente.
Nei turni in partita unica usufruisce del fattore campo la squadra con il numero di tabellone migliore (indipendentemente se assegnato per merito o per sorteggio). Nelle semifinali tale criterio dà diritto a disputare in casa la gara di ritorno. In caso di concomitanze di gare casalinghe per squadre che giocano sullo stesso campo, vengono disposte automatiche inversioni di campo, privilegiando la detentrice del trofeo o la squadra con miglior classifica nei campionati della stagione precedente. Tali inversioni di campo non avvengono negli ottavi di finale, dove le gare vengono spalmate su più settimane.

## Squadre partecipanti
Di seguito l'elenco delle squadre partecipanti.

### Serie A
Le 20 squadre
- Atalanta
- Bologna
- Cagliari
- Catania

- Chievo
- Fiorentina
- Genoa
- Inter

- Juventus
- Lazio
- Livorno
- Milan

- Napoli
- Parma
- Roma
- Sampdoria

- Sassuolo
- Torino
- Udinese
- Verona

Le squadre in grassetto sono automaticamente qualificate agli ottavi di finale.

### Serie B
Le 22 squadre
- Avellino
- Bari
- Brescia
- Carpi
- Cesena

- Cittadella
- Crotone
- Empoli
- Juve Stabia
- Latina

- Modena
- Novara
- Padova
- Palermo
- Pescara

- Reggina
- Siena
- Spezia
- Ternana
- Trapani

- Varese
- Virtus Lanciano

### Lega Pro
Le 25 squadre di Prima Divisione
- AlbinoLeffe
- Ascoli
- Benevento
- Cremonese
- Feralpisalò

- Frosinone
- Gubbio
- Grosseto
- L’Aquila
- Lecce

- Lumezzane
- Nocerina
- Paganese
- Perugia
- Pisa

- Pontedera
- Pro Vercelli
- Pro Patria
- Salernitana
- Savona

- Südtirol
- Venezia
- Viareggio
- Vicenza
- Virtus Entella

Le 2 squadre di Seconda Divisione
- Monza
- Teramo

### Lega Nazionale Dilettanti
Le 9 squadre di Serie D
- Gualdo Casacastalda
- Massese
- Matera

- Pontisola
- Pordenone
- Santhià

- Savoia
- Termoli
- Turris Neapolis

## Date
| Fase        | Turno            | Andata                               | Ritorno                              |
| ----------- | ---------------- | ------------------------------------ | ------------------------------------ |
| Preliminari | 1º turno         | 4 agosto 2013                        | 4 agosto 2013                        |
| Preliminari | 2º turno         | 11 agosto 2013                       | 11 agosto 2013                       |
| Preliminari | 3º turno         | 18 agosto 2013                       | 18 agosto 2013                       |
| Preliminari | 4º turno         | 4 dicembre 2013                      | 4 dicembre 2013                      |
| Fase Finale | Ottavi di finale | 9 gennaio 2014                       | 9 gennaio 2014                       |
| Fase Finale | Quarti di finale | 22 gennaio 2014                      | 22 gennaio 2014                      |
| Fase Finale | Semifinali       | 5 febbraio 2014                      | 12 febbraio 2014                     |
| Fase Finale | Finale           | 3 maggio 2014 Roma (Stadio Olimpico) | 3 maggio 2014 Roma (Stadio Olimpico) |

## Calendario
Il tabellone è stato sorteggiato il 24 luglio 2013 alle ore 11:30 nella sede della Lega Serie A a Milano.

### Turni preliminari

#### Primo turno
È stato disputato sabato 3, domenica 4 e martedì 6 agosto 2013 coinvolgendo le 25 squadre di Prima Divisione, le 2 di Seconda Divisione e le 9 di Serie D. Fra le formazioni di Prima Divisione sono state selezionate le 18 teste di serie, che hanno avuto diritto a giocare in casa: le 4 retrocesse dalla Serie B, le migliori 6 non promosse in ciascuno dei due gironi di Prima Divisione 2012-2013, la migliore settima non promossa e la migliore neopromossa dalla Seconda Divisione 2012-2013 (che è stata preferita alla peggior settima non promossa in B in quanto quest'ultima partecipa alla competizione al posto della detentrice della Coppa Italia Lega Pro). Una sola delle teste di serie, l'Ascoli, ha giocato in trasferta contro il Ponte San Pietro-Isola per motivi di ordine pubblico vista la concomitanza dell'incontro con il Palio della Quintana.
| Squadra 1      | Risultato       | Squadra 2           |
| -------------- | --------------- | ------------------- |
| Nocerina       | 0 - 2           | Pordenone           |
| Paganese       | 0 - 0 (3-4 dtr) | Pro Patria          |
| Perugia        | 0 - 1 (dts)     | Savona              |
| AlbinoLeffe    | 4 - 1           | Turris Neapolis     |
| Virtus Entella | 5 - 2           | Gualdo Casacastalda |
| Südtirol       | 2 - 0           | Matera              |
| Salernitana    | 0 - 3           | Teramo              |
| Pisa           | 1 - 0           | Termoli             |
| Benevento      | 4 - 0           | Pontedera           |
| Cremonese      | 3 - 0           | Viareggio           |
| Frosinone      | 1 - 0           | L’Aquila            |
| Pro Vercelli   | 0 - 1           | Monza               |
| Pontisola      | 2 - 0           | Ascoli              |
| Lecce          | 3 - 0           | Santhià             |
| Gubbio         | 3 - 0           | Savoia              |
| Vicenza        | 3 - 1           | Feralpisalò         |
| Lumezzane      | 3 - 0           | Massese             |
| Grosseto       | 2 - 2 (6-5 dtr) | Venezia             |

Note
1. ↑  Inversione di campo rispetto all'esito del sorteggio.

#### Secondo turno
È stato disputato sabato 10 e domenica 11 agosto 2013. Oltre alle 18 vincenti del primo turno (14 di Prima Divisione, 2 di Seconda Divisione e 2 di Serie D) sono entrate in lizza le 22 squadre di Serie B, 20 delle quali sono state designate teste di serie ed hanno giocato in casa (tutte tranne le due neopromosse attraverso i playoff, ovvero Carpi e Latina, che hanno giocato in trasferta gli unici scontri diretti tra formazioni cadette).
| Squadra 1       | Risultato       | Squadra 2      |
| --------------- | --------------- | -------------- |
| Pescara         | 1 - 0           | Pordenone      |
| Spezia          | 4 - 2 (dts)     | Pro Patria     |
| Cittadella      | 1 - 0           | Savona         |
| Trapani         | 3 - 0           | AlbinoLeffe    |
| Padova          | 2 - 1           | Virtus Entella |
| Empoli          | 5 - 1           | Südtirol       |
| Reggina         | 1 - 0           | Carpi          |
| Crotone         | 2 - 0           | Latina         |
| Brescia         | 3 - 1           | Teramo         |
| Siena           | 4 - 1           | Pisa           |
| Virtus Lanciano | 0 - 2           | Benevento      |
| Palermo         | 2 - 1           | Cremonese      |
| Modena          | 0 - 1           | Frosinone      |
| Avellino        | 1 - 0           | Monza          |
| Cesena          | 4 - 1           | Pontisola      |
| Ternana         | 2 - 4 (dts)     | Lecce          |
| Juve Stabia     | 3 - 0           | Gubbio         |
| Varese          | 1 - 0           | Vicenza        |
| Bari            | 1 - 1 (4-3 dtr) | Lumezzane      |
| Novara          | 3 - 0           | Grosseto       |

#### Terzo turno
Si è disputato sabato 17 e domenica 18 agosto 2013. Oltre alle 20 vincenti del secondo turno (17 squadre di Serie B e 3 di Prima Divisione) entrano in lizza 12 squadre di Serie A, che sono automaticamente teste di serie e giocano in casa. Nei quattro scontri diretti tra squadre di Serie B il fattore campo è invece stabilito dal sorteggio di inizio stagione.
Sono stati invertiti i campi di due partite a causa della presenza, fra le teste di serie, delle due squadre di Genova e delle due squadre di Verona: Sampdoria e Chievo hanno mantenuto il diritto a giocare in casa in quanto meglio classificate, nella stagione precedente, rispetto a Genoa ed Hellas Verona; ciononostante il Chievo si è poi accordato per disputare a Vicenza (anziché a Verona) la gara contro l'Empoli. Inversione di campo, stante l'accordo fra le due contendenti, anche per la sfida tra Sassuolo e Novara, mentre Cagliari-Frosinone si gioca sul campo neutro di Trieste dove i sardi hanno disputato anche le prime gare casalinghe di campionato in attesa della ristrutturazione del Sant'Elia.
| Squadra 1   | Risultato       | Squadra 2  |
| ----------- | --------------- | ---------- |
| Torino      | 1 - 2           | Pescara    |
| Spezia      | 2 - 2 (3-2 dtr) | Genoa      |
| Inter       | 4 - 0           | Cittadella |
| Trapani     | 1 - 0           | Padova     |
| Chievo      | 2 - 0           | Empoli     |
| Reggina     | 1 - 0           | Crotone    |
| Bologna     | 1 - 0           | Brescia    |
| Livorno     | 0 - 1           | Siena      |
| Sampdoria   | 2 - 0           | Benevento  |
| Palermo     | 0 - 1           | Verona     |
| Cagliari    | 1 - 2 (dts)     | Frosinone  |
| Avellino    | 1 - 0           | Cesena     |
| Parma       | 4 - 0           | Lecce      |
| Juve Stabia | 1 - 1 (3-4 dtr) | Varese     |
| Atalanta    | 3 - 0           | Bari       |
| Novara      | 1 - 3 (dts)     | Sassuolo   |

Note
1. 1 2 3  Inversione di campo rispetto all'esito del sorteggio.

#### Quarto turno
Si è disputato tra martedì 3, mercoledì 4 e giovedì 5 dicembre 2013 dalle 16 vincenti del terzo turno (8 squadre di Serie A, 7 di Serie B ed una di Prima Divisione). Vi è uno scontro diretto tra squadre di Serie B, in cui il fattore campo è determinato dal sorteggio di inizio stagione. Negli altri casi gioca in casa la squadra di categoria superiore o, nel caso dei due scontri diretti tra formazioni di Serie A, la squadra meglio piazzata nella stagione 2012-13.
| Squadra 1 | Risultato   | Squadra 2 |
| --------- | ----------- | --------- |
| Spezia    | 3 - 0       | Pescara   |
| Inter     | 3 - 2       | Trapani   |
| Chievo    | 4 - 1       | Reggina   |
| Bologna   | 1 - 2 (dts) | Siena     |
| Sampdoria | 4 - 1       | Verona    |
| Avellino  | 2 - 1       | Frosinone |
| Parma     | 4 - 1       | Varese    |
| Atalanta  | 2 - 0       | Sassuolo  |

### Fase finale

#### Ottavi di finale
Si sono disputati tra il 18 dicembre 2013 ed il 15 gennaio 2014.
| Squadra 1  | Risultato | Squadra 2 |
| ---------- | --------- | --------- |
| Milan      | 3 - 1     | Spezia    |
| Udinese    | 1 - 0     | Inter     |
| Fiorentina | 2 - 0     | Chievo    |
| Catania    | 1 - 4     | Siena     |
| Roma       | 1 - 0     | Sampdoria |
| Juventus   | 3 - 0     | Avellino  |
| Lazio      | 2 - 1     | Parma     |
| Napoli     | 3 - 1     | Atalanta  |

#### Quarti di finale
Si sono disputati tra il 21 e 29 gennaio 2014.
| Squadra 1  | Risultato | Squadra 2 |
| ---------- | --------- | --------- |
| Milan      | 1 - 2     | Udinese   |
| Fiorentina | 2 - 1     | Siena     |
| Roma       | 1 - 0     | Juventus  |
| Napoli     | 1 - 0     | Lazio     |

#### Semifinali
Si sono disputate l'andata il 4 e 5 febbraio 2014 e il ritorno l'11 e 12 febbraio 2014.
| Squadra 1 | Totale | Squadra 2  | Andata | Ritorno |
| --------- | ------ | ---------- | ------ | ------- |
| Udinese   | 2 - 3  | Fiorentina | 2 - 1  | 0 - 2   |
| Roma      | 3 - 5  | Napoli     | 3 - 2  | 0 - 3   |

#### Finale
La finale si è disputata per il settimo anno consecutivo in gara unica allo Stadio Olimpico di Roma. L'incontro si è giocato il 3 maggio 2014. La partita, originariamente da giocarsi alle ore 21, è iniziata alle 21.45 a seguito della notizia del ferimento del tifoso partenopeo Ciro Esposito, con un colpo di pistola sparato da un ultrà neofascista appartenente alla tifoseria della Roma. Esposito morì poi il successivo 25 giugno, dopo cinquantatré giorni di agonia al Policlinico Gemelli di Roma.
| Arbitro: | Orsato (Schio) |

|            |           |                                |
| Vargas 28’ | Marcatori | 11’, 17’ Insigne 90+2’ Mertens |

| Fiorentina | Napoli |

##### Formazioni
|                   |    |                    |     |     |
|                   |    |                    |     |     |
| P                 | 1  | Neto               |     |     |
| TD                | 40 | Nenad Tomović      | 48’ |     |
| DC                | 2  | Gonzalo Rodríguez  |     |     |
| DC                | 15 | Stefan Savić       |     |     |
| TS                | 23 | Manuel Pasqual (c) |     | 56’ |
| MED               | 7  | David Pizarro      |     |     |
| CC                | 10 | Alberto Aquilani   |     | 83’ |
| CC                | 20 | Borja Valero       | 10’ |     |
| CLD               | 17 | Joaquín            |     | 72’ |
| CLS               | 66 | Juan Manuel Vargas |     |     |
| ATT               | 72 | Josip Iličič       | 40’ |     |
| Sostituzioni:     |    |                    |     |     |
| P                 | 25 | Antonio Rosati     |     |     |
| D                 | 3  | Modibo Diakité     |     |     |
| D                 | 4  | Facundo Roncaglia  |     |     |
| D                 | 5  | Marvin Compper     |     |     |
| C                 | 8  | Marko Bakić        |     |     |
| C                 | 14 | Matías Fernández   | 65’ | 56’ |
| C                 | 21 | Massimo Ambrosini  |     |     |
| C                 | 27 | Rafał Wolski       |     |     |
| C                 | 88 | Anderson           |     |     |
| A                 | 30 | Ryder Matos        |     |     |
| A                 | 32 | Alessandro Matri   |     | 83’ |
| A                 | 49 | Giuseppe Rossi     |     | 72’ |
| Allenatore:       |    |                    |     |     |
| Vincenzo Montella |    |                    |     |     |

|                |    |                     |          |     |
|                |    |                     |          |     |
| P              | 25 | José Manuel Reina   | 81’      |     |
| TD             | 4  | Henrique            |          |     |
| DC             | 21 | Federico Fernández  |          |     |
| DC             | 33 | Raúl Albiol         | 36’      |     |
| TS             | 31 | Faouzi Ghoulam      |          |     |
| CC             | 8  | Jorginho            |          |     |
| CC             | 88 | Gökhan Inler        | 50’, 79’ |     |
| CLD            | 7  | José María Callejón |          |     |
| TRQ            | 17 | Marek Hamšík (c)    |          | 63’ |
| CLS            | 24 | Lorenzo Insigne     |          | 81’ |
| ATT            | 9  | Gonzalo Higuaín     |          | 70’ |
| Sostituzioni:  |    |                     |          |     |
| P              | 15 | Roberto Colombo     |          |     |
| P              | 80 | Toni Doblas         |          |     |
| D              | 2  | Anthony Réveillère  |          |     |
| D              | 5  | Miguel Ángel Britos |          |     |
| D              | 11 | Christian Maggio    |          |     |
| D              | 16 | Giandomenico Mesto  |          |     |
| D              | 18 | Juan Camilo Zúñiga  |          |     |
| C              | 14 | Dries Mertens       |          | 63’ |
| C              | 20 | Blerim Džemaili     |          |     |
| C              | 85 | Valon Behrami       |          | 81’ |
| A              | 19 | Goran Pandev        |          | 70’ |
| A              | 91 | Duván Zapata        |          |     |
| Allenatore:    |    |                     |          |     |
| Rafael Benítez |    |                     |          |     |

## Gli scontri e la sparatoria
Alcune ore prima dell'inizio della finale, inizialmente fissato come di consueto alle ore 21, si verificano su viale Tor di Quinto, poco distante dallo Stadio Olimpico di Roma, degli scontri che portano al ferimento da arma da fuoco di tre tifosi partenopei, di cui uno in gravissime condizioni.
La notizia data la gravità si diffonde rapidamente grazie anche ai notiziari televisivi e radio arrivando, ovviamente, anche ai presenti all'interno dello stadio che nel frattempo era stato aperto. La notizia fino alle 21.30 viene riportata in diverse versioni molto confuse: una di queste parlava di un tifoso napoletano, deceduto poi in ospedale, colpito da un colpo d'arma da fuoco da un tifoso fiorentino durante degli scontri tra diversi tifosi.
In zona Ponte Milvio sostava un pullman di tifosi fiorentini che era appena arrivato da Firenze, ma aveva sbagliato strada e viene preso letteralmente d'assalto da tifosi che inizialmente si pensava essere del Napoli, ma successivamente indagini e testimonianze faranno scoprire che si trattava di infiltrati tifosi romanisti.
Alle ore 20.40 le due squadre entrano in campo per iniziare il riscaldamento, ma allo stadio (diviso esattamente a metà tra tifosi del Napoli e della Fiorentina) si percepisce un clima irreale, tanto che entrambe le tifoserie iniziano a fischiare e lanciare petardi e fumogeni in campo per chiedere la sospensione dell'incontro. Durante questo lancio di oggetti viene anche colpito e stordito da un petardo un vigile del fuoco che sostava a poca distanza dalla Curva Nord (assegnata ai tifosi napoletani).
Alle ore 21.30 viene diffusa la notizia "definitiva", poi successivamente confermata dalle indagini: un gruppo di tifosi partenopei in sosta su viale Tor di Quinto sarebbero stati presi d'assalto da un gruppo di tifosi romanisti; questi ultimi avrebbero cominciato a tirare contro i napoletani oggetti pirotecnici come fumogeni, petardi e bombe carta, i tifosi del Napoli hanno reagito.
Durante i violenti scontri un ultras della Roma, presumibilmente non da solo, avrebbe attaccato un pullman di tifosi del Napoli in viale Tor di Quinto, e scappando, dopo essere caduto a terra, avrebbe estratto una pistola sparando diversi colpi (almeno cinque) ad altezza uomo, che avrebbero colpito alcuni tifosi napoletani, tra cui Ciro Esposito ferito in maniera gravissima Ciro Esposito, che viene immediatamente soccorso e portato in codice rosso al Policlinico Gemelli di Roma, morirà il 25 giugno 2014, dopo circa due mesi di ricovero e numerosi interventi chirurgici. In seguito all'episodio la Procura della Repubblica di Roma ha arrestato il tifoso romanista Daniele de Santis, detto "Gastone" (ritenuto uno dei punti di riferimento del mondo ultrà capitolino, che nel derby di Roma del 21 marzo 2004 aveva invaso il campo e richiesto al capitano della Roma Francesco Totti la sospensione dell'incontro, poi avvenuta a seguito dei gravi scontri fuori dallo Stadio Olimpico, innescati dalla diffusione della falsa notizia di un bimbo investito e ucciso da una camionetta della polizia). Rimasto anche lui duramente colpito nei tafferugli, de Santis viene sottoposto ad indagine prima per tentato omicidio e poi, dopo la morte di Esposito, per omicidio volontario. De Santis nega di aver sparato.
Nonostante l'episodio, la partita viene giocata con fischio di inizio alle ore 21.45: 7 minuti prima, la cantante Alessandra Amoroso, mentre canta l'inno italiano, viene fischiata da entrambe le tifoserie, e inoltre vengono lanciati dei fumogeni e petardi. Nei giorni immediatamente successivi all'incontro è apparso sempre più chiaro che diversi gruppi di tifosi della Roma (o presunti tali) fossero presenti nei pressi dello stadio e abbiano creato disordini e scontri, soprattutto nei confronti dei tifosi partenopei.

## Tabellone (dagli ottavi)
|  | Ottavi di finale | Ottavi di finale |   |            | Quarti di finale | Quarti di finale |  |         | Semifinali | Semifinali | Semifinali | Semifinali |  |            | Finale | Finale |
|  |                  |                  |   |            |                  |                  |  |         |            |            |            |            |  |            |        |        |
|  | Milan            | 3                |   |            |                  |                  |  |         |            |            |            |            |  |            |        |        |
|  | Spezia           | 1                |   |            |                  |                  |  |         |            |            |            |            |  |            |        |        |
|  | Spezia           | 1                |   | Milan      | 1                |                  |  |         |            |            |            |            |  |            |        |        |
|  |                  |                  |   | Milan      | 1                |                  |  |         |            |            |            |            |  |            |        |        |
|  |                  | Udinese          | 2 |            |                  |                  |  |         |            |            |            |            |  |            |        |        |
|  | Udinese          | Udinese          | 2 | 1          |                  |                  |  |         |            |            |            |            |  |            |        |        |
|  | Udinese          |                  |   | 1          |                  |                  |  |         |            |            |            |            |  |            |        |        |
|  | Inter            | 0                |   |            |                  |                  |  |         |            |            |            |            |  |            |        |        |
|  | Inter            | 0                |   |            |                  |                  |  | Udinese | 2          | 0          | 2          |            |  |            |        |        |
|  |                  |                  |   |            |                  |                  |  | Udinese | 2          | 0          | 2          |            |  |            |        |        |
|  |                  | Fiorentina       | 1 | 2          | 3                |                  |  |         |            |            |            |            |  |            |        |        |
|  | Fiorentina       | Fiorentina       | 1 | 2          | 3                | 2                |  |         |            |            |            |            |  |            |        |        |
|  | Fiorentina       |                  |   |            |                  | 2                |  |         |            |            |            |            |  |            |        |        |
|  | Chievo           | 0                |   |            |                  |                  |  |         |            |            |            |            |  |            |        |        |
|  | Chievo           | 0                |   | Fiorentina | 2                |                  |  |         |            |            |            |            |  |            |        |        |
|  |                  |                  |   | Fiorentina | 2                |                  |  |         |            |            |            |            |  |            |        |        |
|  |                  | Siena            | 1 |            |                  |                  |  |         |            |            |            |            |  |            |        |        |
|  | Catania          | Siena            | 1 | 1          |                  |                  |  |         |            |            |            |            |  |            |        |        |
|  | Catania          |                  |   | 1          |                  |                  |  |         |            |            |            |            |  |            |        |        |
|  | Siena            | 4                |   |            |                  |                  |  |         |            |            |            |            |  |            |        |        |
|  | Siena            | 4                |   |            |                  |                  |  |         |            |            |            |            |  | Fiorentina | 1      |        |
|  |                  |                  |   |            |                  |                  |  |         |            |            |            |            |  | Fiorentina | 1      |        |
|  |                  | Napoli           | 3 |            |                  |                  |  |         |            |            |            |            |  |            |        |        |
|  | Roma             | Napoli           | 3 | 1          |                  |                  |  |         |            |            |            |            |  |            |        |        |
|  | Roma             |                  |   | 1          |                  |                  |  |         |            |            |            |            |  |            |        |        |
|  | Sampdoria        | 0                |   |            |                  |                  |  |         |            |            |            |            |  |            |        |        |
|  | Sampdoria        | 0                |   | Roma       | 1                |                  |  |         |            |            |            |            |  |            |        |        |
|  |                  |                  |   | Roma       | 1                |                  |  |         |            |            |            |            |  |            |        |        |
|  |                  | Juventus         | 0 |            |                  |                  |  |         |            |            |            |            |  |            |        |        |
|  | Juventus         | Juventus         | 0 | 3          |                  |                  |  |         |            |            |            |            |  |            |        |        |
|  | Juventus         |                  |   | 3          |                  |                  |  |         |            |            |            |            |  |            |        |        |
|  | Avellino         | 0                |   |            |                  |                  |  |         |            |            |            |            |  |            |        |        |
|  | Avellino         | 0                |   |            |                  |                  |  | Roma    | 3          | 0          | 3          |            |  |            |        |        |
|  |                  |                  |   |            |                  |                  |  | Roma    | 3          | 0          | 3          |            |  |            |        |        |
|  |                  | Napoli           | 2 | 3          | 5                |                  |  |         |            |            |            |            |  |            |        |        |
|  | Napoli           | Napoli           | 2 | 3          | 5                | 3                |  |         |            |            |            |            |  |            |        |        |
|  | Napoli           |                  |   |            |                  | 3                |  |         |            |            |            |            |  |            |        |        |
|  | Atalanta         | 1                |   |            |                  |                  |  |         |            |            |            |            |  |            |        |        |
|  | Atalanta         | 1                |   | Napoli     | 1                |                  |  |         |            |            |            |            |  |            |        |        |
|  |                  |                  |   | Napoli     | 1                |                  |  |         |            |            |            |            |  |            |        |        |
|  |                  | Lazio            | 0 |            |                  |                  |  |         |            |            |            |            |  |            |        |        |
|  | Lazio            | Lazio            | 0 | 2          |                  |                  |  |         |            |            |            |            |  |            |        |        |
|  | Lazio            |                  |   | 2          |                  |                  |  |         |            |            |            |            |  |            |        |        |
|  | Parma            | 1                |   |            |                  |                  |  |         |            |            |            |            |  |            |        |        |

## Record
- Maggior numero di partite giocate: Siena, Napoli, Fiorentina (5)
- Maggior numero di vittorie: Siena, Napoli (4)
- Maggior numero di vittorie in trasferta: Siena (3)
- Miglior attacco: Siena, Napoli 12
- Peggior attacco:
- Miglior difesa:
- Peggior difesa:
- Miglior differenza reti:
- Peggior differenza reti:
- Partita con maggiore scarto di reti: Benevento-Pontedera 4-0, Empoli-Sudtirol 5-1, Inter-Cittadella 4-0, Parma-Lecce 4-0 (4)
- Partita con più reti: Virtus Entella-Gualdo Casacastalda 5-2 (7)
- Partita con più spettatori: Fiorentina - Napoli (65.000)
- Partita con meno spettatori:
- Totale spettatori e (media partita):
- Totale gol segnati: 218
- Media gol partita: 2,8
- Incontri disputati: 78

Record aggiornati al 5 marzo 2014.

## Classifica marcatori
Dati aggiornati al 3 maggio 2014.
| Gol | Rigori |  | Giocatore           | Squadra        |
| --- | ------ |  | ------------------- | -------------- |
| 3   |        |  | José María Callejón | Napoli         |
| 3   |        |  | Giuseppe De Luca    | Atalanta       |
| 3   |        |  | Osarimen Ebagua     | Spezia         |
| 3   |        |  | Gervinho            | Roma           |
| 3   |        |  | Lorenzo Insigne     | Napoli         |
| 3   | 1      |  | Felice Evacuo       | Benevento      |
| 3   | 1      |  | Marco Sansovini     | Spezia         |
| 2   |        |  | Luigi Castaldo      | Avellino       |
| 2   |        |  | Daniel Ciofani      | Frosinone      |
| 2   |        |  | Paolo Faragò        | Novara         |
| 2   |        |  | Manolo Gabbiadini   | Sampdoria      |
| 2   |        |  | Federico Gerardi    | Reggina        |
| 2   |        |  | Stefano Giacomelli  | Vicenza        |
| 2   |        |  | Gonzalo Higuaín     | Napoli         |
| 2   |        |  | Marko Livaja        | Atalanta       |
| 2   |        |  | Giuseppe Madonia    | Trapani        |
| 2   |        |  | Simone Magnaghi     | Virtus Entella |
| 2   | 1      |  | Matteo Mancosu      | Trapani        |
| 2   |        |  | Riccardo Maniero    | Pescara        |
| 2   |        |  | Levan Mch'edlidze   | Empoli         |
| 2   |        |  | Dries Mertens       | Napoli         |
| 2   |        |  | Adriano Mezavilla   | Juve Stabia    |
| 2   |        |  | José Montiel        | Benevento      |
| 2   |        |  | Gianni Munari       | Parma          |
| 2   | 1      |  | Luis Muriel         | Udinese        |
| 2   | 1      |  | Rodrigo Palacio     | Inter          |
| 2   |        |  | Raffaele Palladino  | Parma          |
| 2   | 1      |  | Alberto Paloschi    | Chievo         |
| 2   |        |  | Michele Paolucci    | Siena          |
| 2   |        |  | Brayan Perea        | Lazio          |
| 2   |        |  | Mirco Petrella      | Teramo         |
| 2   |        |  | Stefano Pettinari   | Crotone        |
| 2   |        |  | Matteo Serafini     | Pro Patria     |
| 2   |        |  | Ernesto Torregrossa | Lumezzane      |
| 2   |        |  | Francesco Valiani   | Siena          |
| 2   |        |  | Juan Manuel Vargas  | Fiorentina     |
| 2   |        |  | Gianmarco Zigoni    | Lecce          |